# Рябцево (Калужская область)
Рябцево— деревня в Малоярославецком муниципальном районе Калужской области. Административный центр сельского поселения «Деревня Рябцево».

## География
Расположена на берегу реки  Путынка,  находится на дороге 29Н-277 ("Окружная дорога города Калуги — Детчино — Малоярославец" — Машкино — Станки — А-101 "Москва — Малоярославец —Рославль" ). Рядом —Придача.

## История
В 1782 году деревни Рябцова и Сущева во владении Коллегии экономии, ранее Боровского Пафнутьева монастыря.
В 1891 году входила в Бабичевскую волость.
В состав Рябцевского сельсовета вошли следующие населённые пункты: Рябцево, Песочня , Придача, Косилово, Бутырки, Нероновка, Машкино, Яблоновка, Вараксино, Станки, Митюринка.

## Население
| 2002 | 2010 |
| ---- | ---- |
| 337  | ↘305 |